# Rhynchozoon phrynoglossum
Rhynchozoon phrynoglossum is een mosdiertjessoort uit de familie van de Phidoloporidae. De wetenschappelijke naam van de soort is voor het eerst geldig gepubliceerd in 1937 door Marcus.